# 冈本登
冈本登（日语：／ Okamoto Noboru，1937年2月19日—），日本男子链球运动员。他曾获得1962年亚洲运动会男子链球金牌，还曾参加1960年夏季奥运会和1964年夏季奥运会男子链球比赛。